# Bystrá (district de Stropkov)
Pour les articles homonymes, voir Bystrá.
Bystrá (hongrois : Hegyeshisztra) est un village de Slovaquie situé dans la région de Prešov.

## Histoire
Première mention écrite du village en 1405.

## Démographie

### Évolution de la population
| Année:               | 1994. | 2004.    | 2014.   | 2024.    |
| -------------------- | ----- | -------- | ------- | -------- |
| Nombre de personnes: | 49    | 33       | 30      | 16       |
| Différence:          |       | -32,65 % | -9,09 % | -46,66 % |

| Année:               | 2023. | 2024.    |
| -------------------- | ----- | -------- |
| Nombre de personnes: | 14    | 16       |
| Différence:          |       | +14,28 % |